# 野上電気鉄道
野上電気鉄道株式会社（のがみでんきてつどう、のかみでんきてつどう）は、和歌山県にかつて存在した鉄道会社である。
和歌山県海南市の日方駅から同県海草郡野上町（現在の紀美野町）の登山口駅までを結ぶ鉄道路線である野上線の運営および、その沿線地域を中心にバス事業を行っていた。野上電鉄、野鉄と呼ばれ、現在はその名をかつての関連会社であった野鉄観光に残す。監督官庁認可の正式名称では「野上」の読みは「のがみ」だが、沿線においては地名と同じく「のかみ」と発音する。

## 歴史
野上電気鉄道は、たわしやロープなどの特産品を、港のある日方町（現在の海南市）へ運搬することを目的に、1913年8月に設立された。1916年2月4日に日方 - 野上（後に紀伊野上に改称。なお、同時に阪井も紀伊阪井に改称）間が開業。紀勢本線の箕島 - 和歌山（現、紀和）間の開業よりも8年前のことであった。1928年3月29日には野上（後に紀伊野上に改称） - 生石口（後に登山口に改称）間が開業した。
地場資本による経営で大手私鉄の傘下に入らず独立した経営を行っていたが、モータリゼーションの進展による乗客の減少から経営難に陥った。それと同時に特産品の輸送は次第にトラック輸送に置き替えられるようになり、1966年10月1日に小口扱い貨物を、1971年6月1日に車扱い貨物をそれぞれ廃止した。そのため1971年に全線廃止の方針を打ち出し、第一段階として1973年に沖野々 - 登山口間の廃止を国に申請している。ところが直後に起こった第一次オイルショックにより鉄道見直しの気運が高まったことを受け、1975年に廃止申請を撤回し、国や海南市など沿線自治体の補助金を受けることで延命した。
その後もモータリゼーションの進展は止まることなく、利用客も沿線の高校への通学生と工場の従業員が中心となったため、1983年に交換駅である紀伊野上駅の日中時間帯無人化による運行本数の削減（1時間あたり2本を1本程度に）を実施した。鉄道施設は局部的には近代化整備を実施したものの、昭和初期からの車両や設備を平成に入ってからもそのまま60年以上にわたり使用し続けてきたため、全体的に老朽化が激しい状態であったが、幸いにも列車運転に支障をきたす重大な故障は廃線まで発生しなかった。
1992年に国の地方鉄道への欠損補助金見直しにより栗原電鉄とともに支援打ち切り対象に指定され、この時改めて全線廃止、会社解散の方針を打ち出した。沿線の住民からは廃止反対運動やさまざまな改善案がだされたものの、単年度で2億4千万円もの赤字を出し、1992年当時の借入金は11億円、1992年度決算での累積赤字は7億円にも上り、合理化のため人員を削減しようにも退職金の資金源がないためそれすらもままならない状態であった野鉄にとって、自力再建は到底無理な話であった。
野上電鉄は方針通り1994年に野上線を廃止し、バス事業も海南市の運送会社大十株式会社に譲渡し、会社は実質的には倒産寸前だったものの、事業廃止の際には自主廃業の形を取って解散した。引き継いだバスは大十（2004年から子会社の大十バス）が大十オレンジバスとして運行している。
末期の野上電鉄は補助金に頼り切り、ワンマン化や大手私鉄の経営指導を受け入れるなどの自助努力を怠っていたとの指摘もある。

### 年表
- 1911年（明治44年）11月10日 - 軽便鉄道免許状下付（日方 - 東野上間 動力蒸気）[6]。
- 1913年（大正2年）8月3日 - 野上軽便鉄道設立[7]。
- 1916年（大正5年）2月4日 - 日方 - 野上（後に紀伊野上に改称）間が開業[8]。
- 1922年（大正11年）10月16日 - 鉄道免許状下付（那賀郡東野上村-同郡下神野村間）[9]。
- 1925年（大正14年）6月24日 - 鉄道免許失効（那賀郡小川村-同郡下神野村間 工事施行認可申請期限切れ）[10]。
- 1928年（昭和3年）
  - 2月13日 - 鉄道免許状下付（那賀郡小川村-伊都郡高野村間）[11]。
  - 3月29日 - 野上 - 生石口（後に登山口に改称）間が開業[12]。
  - 9月10日 - 野上電気鉄道に社名変更。
- 1931年（昭和6年）12月4日 - 鉄道免許失効（那賀郡小川村-伊都郡高野町間中那賀郡上神野村-伊都郡高野町間 工事施行認可申請期限切れ）[13]。
- 1932年（昭和7年）7月14日 - 鉄道免許失効（那賀郡下神野村-同郡上神野村間 工事着手期限切れ）[14]。
- 1934年（昭和9年）2月11日 - 紀勢西線との連絡運輸営業を開始[15]。
- 1949年（昭和24年） - 日本国有鉄道の要請に応じ連絡口を開設。
- 1951年（昭和26年）
  - 3月3日 - 貨物連絡運輸開始[15]。
  - 7月2日 - 貨物直通輸送開始[15]。
- 1953年（昭和28年）7月18日 - 水害により紀伊野上 - 生石口間運休。
- 1955年（昭和30年）8月11日 - 紀伊野上 - 生石口間復旧し営業再開。
- 1958年（昭和33年）6月12日 - 生石口駅を登山口駅に改称。
- 1961年（昭和36年）2月 - 春日前、北山、動木の各駅を請負制に変更。
- 1964年（昭和39年）6月24日 - 鉄道免許失効（生石口 - 大木 - 下神野村間）[16]。
- 1966年（昭和41年）10月1日 - 小口扱い貨物廃止。
- 1967年（昭和42年）3月 - 紀伊阪井、沖野々、野上中の各駅を請負制に変更。
- 1971年（昭和46年）
  - 6月1日 - 車扱い貨物廃止。
  - 7月20日 - 鉄道廃止の方針決定[15]。
- 1973年（昭和48年）4月23日 - 沖野々 - 登山口間廃止申請。
- 1975年（昭和50年）
  - 1月1日 - 観光バス部門を、野鉄観光として分社。
  - 2月1日 - 1日31往復（30分間隔）に増発[15]。
  - 2月14日 - 沖野々 - 登山口間廃止申請取り下げ。
- 1983年（昭和58年）
  - 1月25日 - 1日23往復に減便。日中は45分間隔とする[15]。
  - 10月1日 - 小荷物営業廃止[15]。
- 1984年（昭和59年）8月7日 - 紀伊野上駅を日中のみ無人化[15]。
- 1993年（平成5年）4月1日 - 紀勢本線との連絡運輸営業廃止[15]。
- 1994年（平成6年）
  - 4月1日 - 鉄道、バス全線を廃止し会社解散[1]。
  - 4月11日 - 和歌山地方裁判所平成6年（ヒ）6号判決により特別清算を開始。
- 1999年（平成11年）
  - 8月30日 - 和歌山地方裁判所平成6年（ヒ）6号判決により特別清算完了（9月20日付官報2713号で1回目の公示、その後同内容にて2回目、3回目の公示）。
  - 10月 - 法人格消滅。

## 鉄道事業

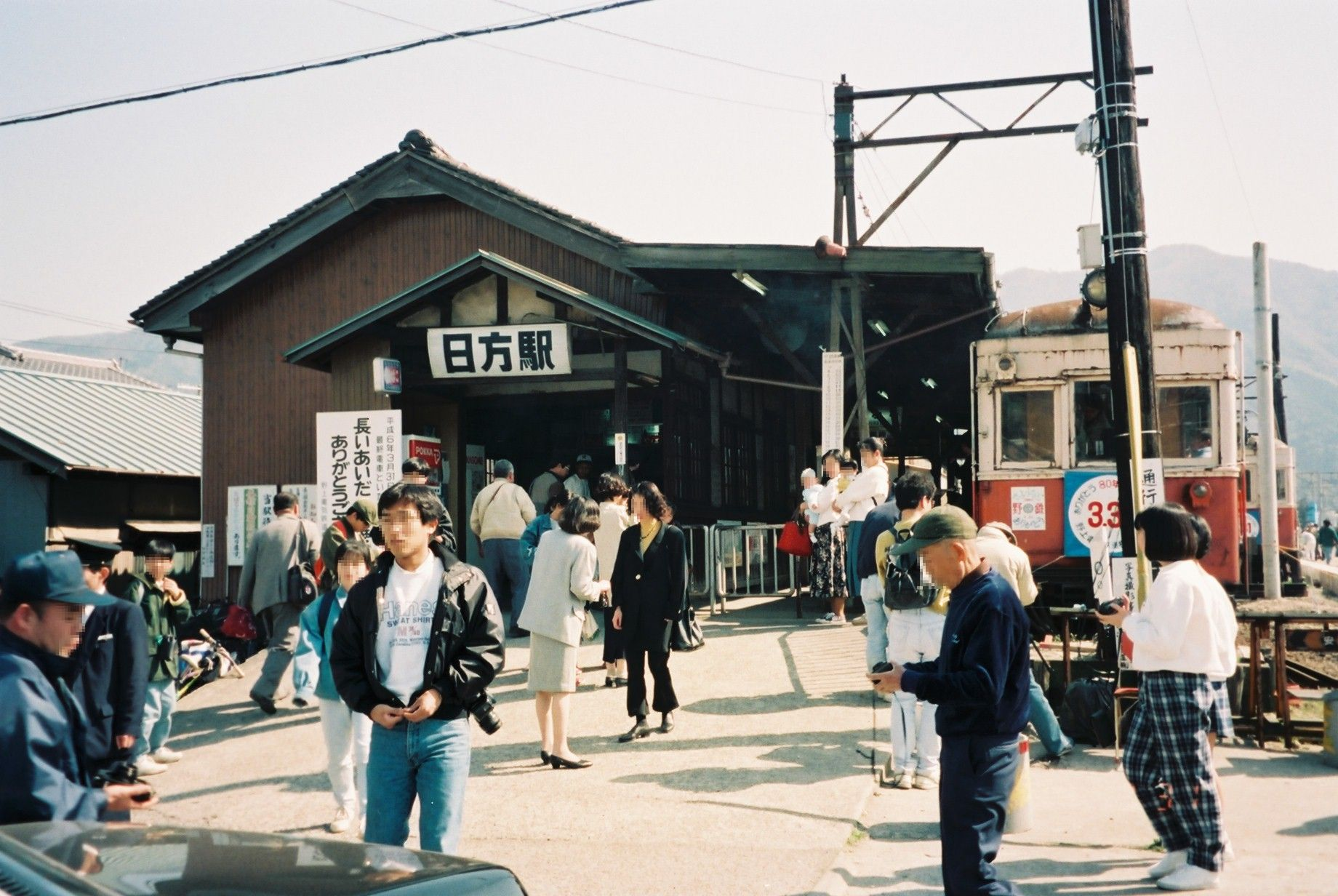
最終運転日（1994年3月31日）の日方駅

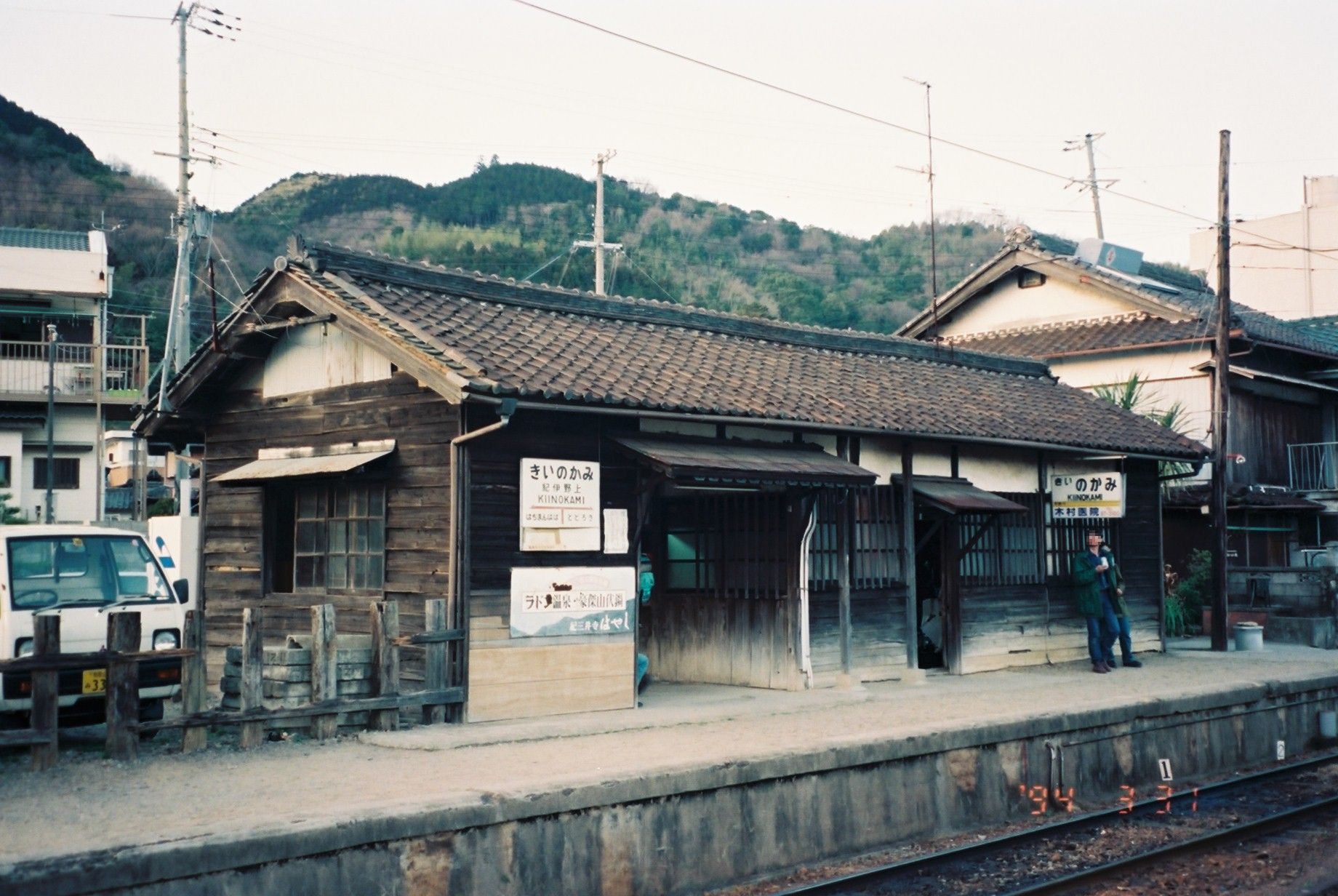
最終運転日の紀伊野上駅

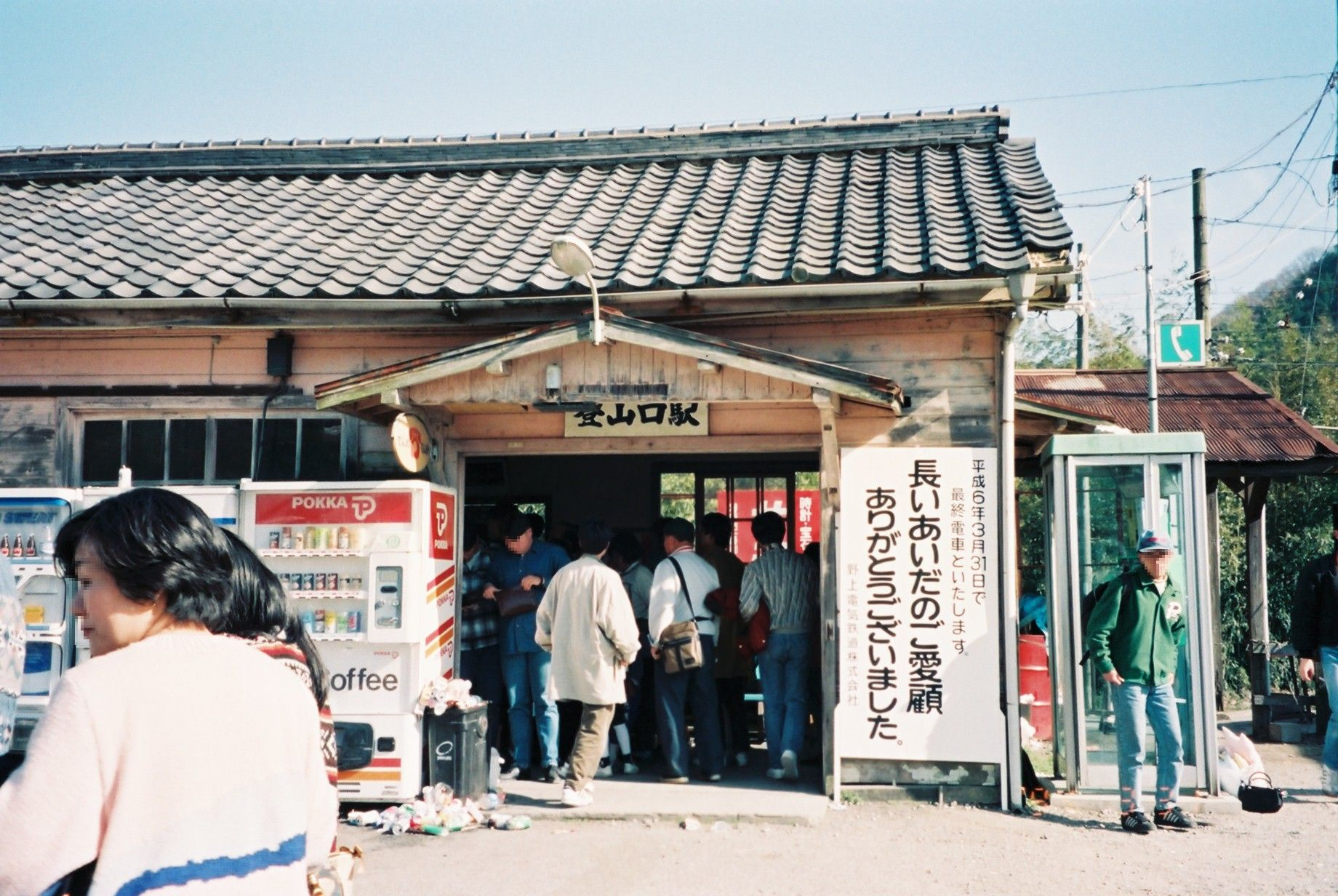
最終運転日の登山口駅

海南市の日方駅から海草郡野上町（現在の紀美野町）下佐々の登山口駅に至る野上線1路線を有していた。
登山口駅から高野山（高野町）までの延伸を計画していた時期もあり、1922年（大正11年）に野上（後の紀伊野上）- 生石口（後の登山口） - 大木 - 下神野村（美里町神野市場、美里町は現在紀美野町の一部）間の免許を取得、1925年（大正14年）に大木 - 下神野村間が失効するが、登山口駅まで全通させた1928年（昭和3年）にはあらためて大木 - 下神野村 - 高野町の免許を取得し、生石口 - 神野市場間は1930年（昭和5年）までに着工された。しかし延伸について株主や社内で意見が分かれたため建設は中止となり、1931年（昭和6年）に上神野村 - 高野町間、1932年（昭和7年）に下神野村 - 上神野村間の免許が失効した。その後も生石口 - 大木 - 下神野村間の免許を維持していたが最終的に1964年（昭和39年）に失効している。延伸区間では一部の橋脚が完成していたが、その後の台風で倒壊し放置されていた。地元は野上電鉄に倒壊した橋脚の撤去を求めたが、何の対策も取られないまま会社が解散してしまった。
1971年までは貨物事業も行っており、国鉄との間で連絡輸送を行っていた。このため、日方駅と隣接する国鉄海南駅との間で双方の線路が接続し、貨車の受け渡しを行っていた。電気機関車はなく、電動貨車または貨車が貨物取り扱い駅（重根駅や紀伊阪井駅など）まで電車に牽引されていた。これらの駅には貨物の保管倉庫が用意されていた。なお、貨車は古くは自社所有車、貨物営業末期は国鉄貨車を使用した。

### 野上線

#### 路線データ
- 路線距離（営業キロ） : 11.4km
- 軌間 : 1067mm
- 駅数 : 14駅（起終点駅含む、連絡口駅は計上せず）
- 複線区間 : なし（全線単線）
- 電化区間 : 全線（直流600V）
- 閉塞方式 : タブレット閉塞式

#### 利用状況

##### 輸送実績
野上線の近年の輸送実績を下表に記す。表中、輸送人員の単位は万人。輸送人員は年度での値。表中、最高値を赤色で、最高値を記録した年度以降の最低値を青色で、最高値を記録した年度以前の最低値を緑色で表記している。
| 年度別輸送実績     | 年度別輸送実績                  | 年度別輸送実績                  | 年度別輸送実績                  | 年度別輸送実績                  | 年度別輸送実績  | 年度別輸送実績 | 年度別輸送実績 |
| 年 度              | 輸送実績（乗車人員）：万人/年度 | 輸送実績（乗車人員）：万人/年度 | 輸送実績（乗車人員）：万人/年度 | 輸送実績（乗車人員）：万人/年度 | 輸送密度 人/1日 | 特記事項       |                |
| ------------------ | ------------------------------- | ------------------------------- | ------------------------------- | ------------------------------- | --------------- | -------------- | -------------- |
| 年 度              | 通勤定期                        | 通学定期                        | 定 期 外                        | 合 計                           | 輸送密度 人/1日 | 特記事項       |                |
| 1975年（昭和50年） | 63.3                            | 53.4                            | 84.6                            | 201.3                           | 3,069           |                |                |
| 1976年（昭和51年） | 55.2                            | 55.0                            | 83.2                            | 193.4                           | 2,919           |                |                |
| 1977年（昭和52年） | 49.0                            | 52.1                            | 79.0                            | 180.1                           | 2,684           |                |                |
| 1978年（昭和53年） | 42.4                            | 49.1                            | 74.8                            | 166.3                           | 2,461           |                |                |
| 1979年（昭和54年） | 36.6                            | 41.5                            | 70.1                            | 148.3                           | 2,174           |                |                |
| 1980年（昭和55年） | 33.4                            | 41.1                            | 69.9                            | 144.6                           | 2,183           |                |                |
| 1981年（昭和56年） | 32.1                            | 39.1                            | 69.7                            | 141.0                           | 2,135           |                |                |
| 1982年（昭和57年） | 28.6                            | 33.0                            | 60.9                            | 122.4                           | 1,812           |                |                |
| 1983年（昭和58年） | 26.4                            | 30.2                            | 53.7                            | 110.3                           | 1,654           |                |                |
| 1984年（昭和59年） | 21.5                            | 26.0                            | 47.1                            | 94.6                            | 1,447           |                |                |
| 1985年（昭和60年） | 17.8                            | 23.5                            | 46.1                            | 87.4                            | 1,352           |                |                |
| 1986年（昭和61年） | 15.0                            | 19.8                            | 43.3                            | 78.1                            | 1,202           |                |                |
| 1987年（昭和62年） | 13.3                            | 17.6                            | 40.7                            | 71.6                            | 1,107           |                |                |
| 1988年（昭和63年） | 12.0                            | 16.2                            | 37.7                            | 65.9                            | 1,017           |                |                |
| 1989年（平成元年） | 11.1                            | 16.0                            | 36.6                            | 63.7                            | 998             |                |                |
| 1990年（平成2年）  | 10.6                            | 17.5                            | 36.4                            | 64.5                            | 1,031           |                |                |
| 1991年（平成3年）  | 10.0                            | 17.0                            | 34.6                            | 61.6                            | 974             |                |                |
| 1992年（平成4年）  | 10.5                            | 17.1                            | 32.5                            | 60.1                            | 969             |                |                |
| 1993年（平成5年）  | 7.9                             | 14.4                            | 38.9                            | 61.2                            | 992             |                |                |
| 1994年（平成6年）  | 0.0                             | 0.0                             | 0.0                             | 0.0                             | 0               | 全線廃止       |                |

##### 収入実績
野上線の近年の収入実績を下表に記す。表中、収入の単位は千円。数値は年度での値。表中、最高値を赤色で、最高値を記録した年度以降の最低値を青色で、最高値を記録した年度以前の最低値を緑色で表記している。
| 年度別収入実績     | 年度別収入実績          | 年度別収入実績          | 年度別収入実績          | 年度別収入実績          | 年度別収入実績          | 年度別収入実績     | 年度別収入実績   |
| 年 度              | 旅客運賃収入：千円/年度 | 旅客運賃収入：千円/年度 | 旅客運賃収入：千円/年度 | 旅客運賃収入：千円/年度 | 旅客運賃収入：千円/年度 | 運輸雑収 千円/年度 | 総合計 千円/年度 |
| ------------------ | ----------------------- | ----------------------- | ----------------------- | ----------------------- | ----------------------- | ------------------ | ---------------- |
| 年 度              | 通勤定期                | 通学定期                | 定 期 外                | 手小荷物                | 合 計                   | 運輸雑収 千円/年度 | 総合計 千円/年度 |
| 1975年（昭和50年） | 90,234                  | ←←←←                    | 117,773                 | 972                     | 208,979                 | 4,980              | 213,959          |
| 1976年（昭和51年） | 91,844                  | ←←←←                    | 125,297                 | 1,182                   | 218,323                 | 6,924              | 225,247          |
| 1977年（昭和52年） | 100,759                 | ←←←←                    | 135,451                 | 1,316                   | 237,527                 | 5,560              | 243,098          |
| 1978年（昭和53年） | 96,329                  | ←←←←                    | 127,755                 | 1,246                   | 225,330                 | 7,356              | 232,687          |
| 1979年（昭和54年） | 105,606                 | ←←←←                    | 154,452                 | 1,171                   | 261,229                 | 7,918              | 269,149          |
| 1980年（昭和55年） | 103,097                 | ←←←←                    | 153,541                 | 1,043                   | 257,681                 | 6,117              | 263,798          |
| 1981年（昭和56年） | 101,914                 | ←←←←                    | 154,124                 | 788                     | 256,826                 | 6,304              | 263,130          |
| 1982年（昭和57年） | 98,417                  | ←←←←                    | 149,995                 | 446                     | 248,858                 | 6,924              | 255,783          |
| 1983年（昭和58年） | 91,155                  | ←←←←                    | 134,207                 | 103                     | 225,464                 | 7,549              | 233,013          |
| 1984年（昭和59年） | 75,728                  | ←←←←                    | 119,449                 | 0                       | 195,177                 | 4,652              | 199,829          |
| 1985年（昭和60年） | 66,501                  | ←←←←                    | 116,236                 | 0                       | 182,737                 | 5,595              | 188,332          |
| 1986年（昭和61年） | 54,719                  | ←←←←                    | 109,791                 | 0                       | 164,510                 | 8,332              | 172,842          |
| 1987年（昭和62年） | 25,866                  | 23,516                  | 105,733                 | 0                       | 155,115                 | 9,144              | 164,259          |
| 1988年（昭和63年） | 25,463                  | 20,681                  | 104,614                 | 0                       | 150,758                 | 6,150              | 156,908          |
| 1989年（平成元年） | 22,516                  | 22,097                  | 102,394                 | 0                       | 147,007                 | 8,160              | 155,167          |
| 1990年（平成2年）  | 22,106                  | 25,322                  | 102,158                 | 0                       | 149,586                 | 11,621             | 161,207          |
| 1991年（平成3年）  | 21,629                  | 24,827                  | 98,431                  | 0                       | 144,887                 | 4,858              | 149,745          |
| 1992年（平成4年）  | 22,750                  | 24,567                  | 91,507                  | 0                       | 138,924                 | 4,513              | 143,337          |
| 1993年（平成5年）  | 16,503                  | 20,161                  | 114,381                 | 0                       | 151,045                 | 3,045              | 154,090          |
| 1994年（平成6年）  | 0                       | ←←←←                    | 0                       | 0                       | 0                       | 0                  | 0                |

#### 駅一覧
- 全駅和歌山県内に所在した。所在地の市町村名は廃止当時のもの。
野上町は2006年1月1日に美里町と新設合併、紀美野町となる。
- 線路 - ◇：列車交換可、｜：列車交換不可

| 駅名       | 駅間 営業キロ | 累計 営業キロ | 接続路線                                                                                 | 線路 | 所在地        |
| ---------- | ------------- | ------------- | ---------------------------------------------------------------------------------------- | ---- | ------------- |
| 日方駅     | -             | 0.0           |                                                                                          | ｜   | 海南市        |
| 連絡口駅   | (0.2)         | (0.2)         | 西日本旅客鉄道：紀勢本線（海南駅） ※日方駅構内の扱い。連絡規則上は日方駅を接続駅とする。 | ｜   | 海南市        |
| 春日前駅   | 1.0           | 1.2           |                                                                                          | ｜   | 海南市        |
| 幡川駅     | 0.8           | 2.0           |                                                                                          | ｜   | 海南市        |
| 重根駅     | 1.8           | 3.8           |                                                                                          | ◇    | 海南市        |
| 紀伊阪井駅 | 1.2           | 5.0           |                                                                                          | ｜   | 海南市        |
| 沖野々駅   | 1.5           | 6.5           |                                                                                          | ｜   | 海南市        |
| 野上中駅   | 0.8           | 7.3           |                                                                                          | ｜   | 海南市        |
| 北山駅     | 0.7           | 8.0           |                                                                                          | ｜   | 海南市        |
| 八幡馬場駅 | 0.5           | 8.5           |                                                                                          | ｜   | 海草郡 野上町 |
| 紀伊野上駅 | 0.3           | 8.8           |                                                                                          | ◇    | 海草郡 野上町 |
| 動木駅     | 0.7           | 9.5           |                                                                                          | ｜   | 海草郡 野上町 |
| 龍光寺前駅 | 0.4           | 9.9           |                                                                                          | ｜   | 海草郡 野上町 |
| 下佐々駅   | 0.6           | 10.5          |                                                                                          | ｜   | 海草郡 野上町 |
| 登山口駅   | 0.9           | 11.4          |                                                                                          | ｜   | 海草郡 野上町 |

過去の接続路線
- 日方駅 - 南海電気鉄道和歌山軌道線（海南線）（野上電車前駅、1971年1月9日まで）

日方駅の次には連絡口駅があり、JR海南駅との連絡口が設置されていた。正式には日方駅構内の別ホーム扱いで運賃計算上は日方駅と同一であった。このような経緯上、日方 - 連絡口間のみの利用はできなかった。また、連絡口での降車は紀勢本線への乗り換え客に限る旨看板があった（ただし誤って降車した乗客には例外的に海南駅改札経由での出場が認められたこともある。また、『鉄道ピクトリアル』にかつて掲載された記事によると、海南駅の裏口として国鉄のみの利用客も要領良く取り扱っていた時期もあったという）。登山口方面行は、JRからの乗り換え客がいない場合は、連絡口を通過していた（この場合、通過可であることを示す旗が掲げられた）。連絡口駅では、国鉄区間の乗車券を発売していた。ただし、学割の使用など連絡口駅では処理できない場合もあり、そのときは一度海南駅改札から出場し、海南駅窓口での購入を指示されていた。
途中、重根駅と紀伊野上駅（かつては北山駅でも）で列車行き違いが可能であった（列車本数の少ない時間帯では併合閉塞を行っていたため紀伊野上駅での行き違いはなかった）。
開業以来列車運行上（案内上）は登山口行きを「上り」、日方行きを「下り」としていた。理由は今となってはわからないが、紀勢西線の開通前で原則通り東京方（東方）に向かう登山口駅行きを上りとしたとする説、登山口に向かい平均上り勾配のためとする説（地元では、登山口地区方面を『上（かみ）』、日方地区方面を『下（しも）』と呼称している）などがある。その一方で起点が日方駅、終点が登山口駅であることから路線上は登山口駅行きが下りとなり列車運行上と路線上で上下の方向が逆転していた。監督官庁からは再三にわたりどちらかに統一するように指導を受けていたが廃線まで実現しなかった。

### 車両
車両は元阪神電気鉄道の小型車や、富山地方鉄道の小型車が中心で、さらに阪急電鉄の草創期の車両まであって、「動く博物館」とも呼ばれた。中には明治製菓（現・明治）の明治アーモンドチョコレートの広告塗装車や「これが淡路か ニースじゃないか」という淡路島のホテル「アイランドホテルまる和」の奇抜な大型広告看板を車体側面に取り付けた車両もあった。

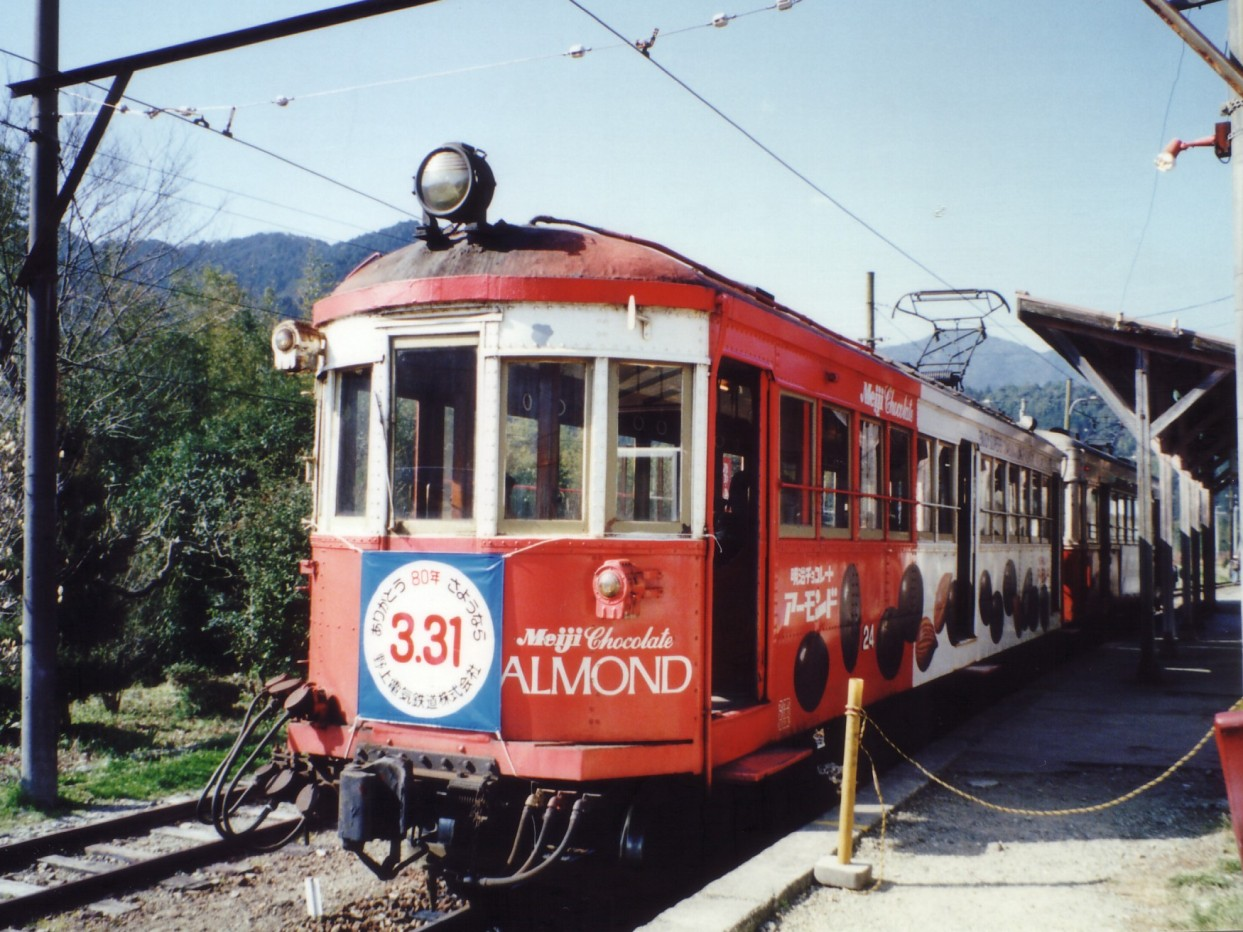
登山口駅での路線廃止日の24号車
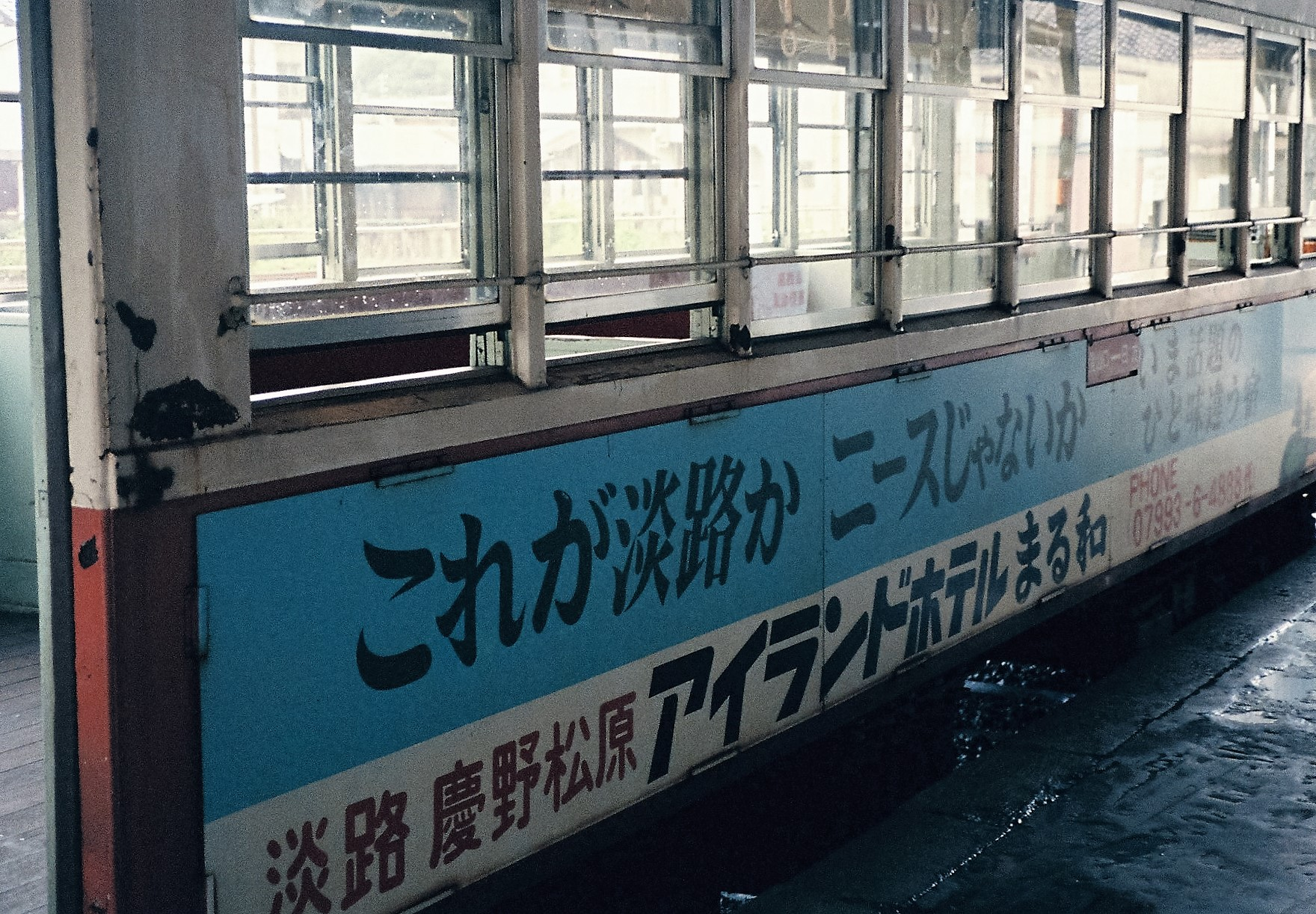
アイランドホテルの広告看板

#### 電車

##### 廃線時在籍

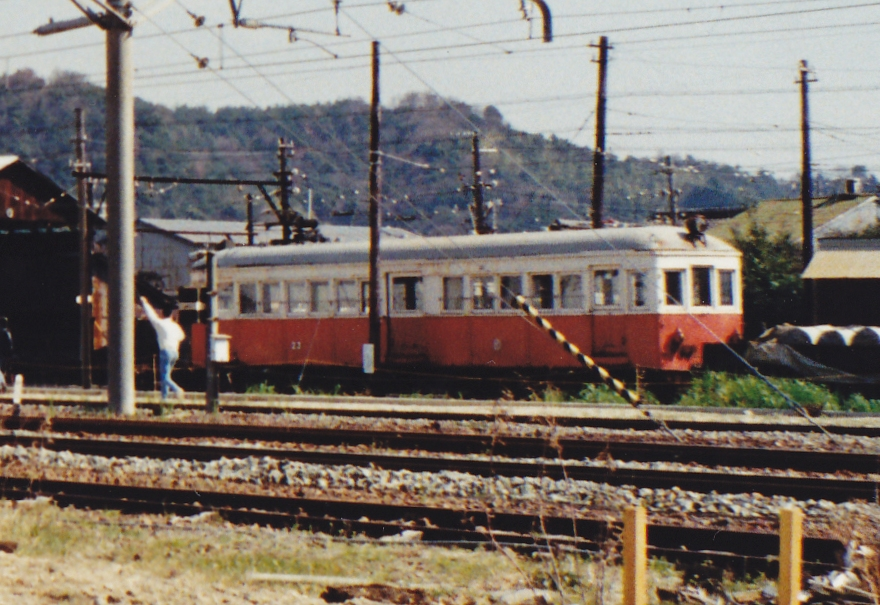
日方駅での路線廃止日の23号車

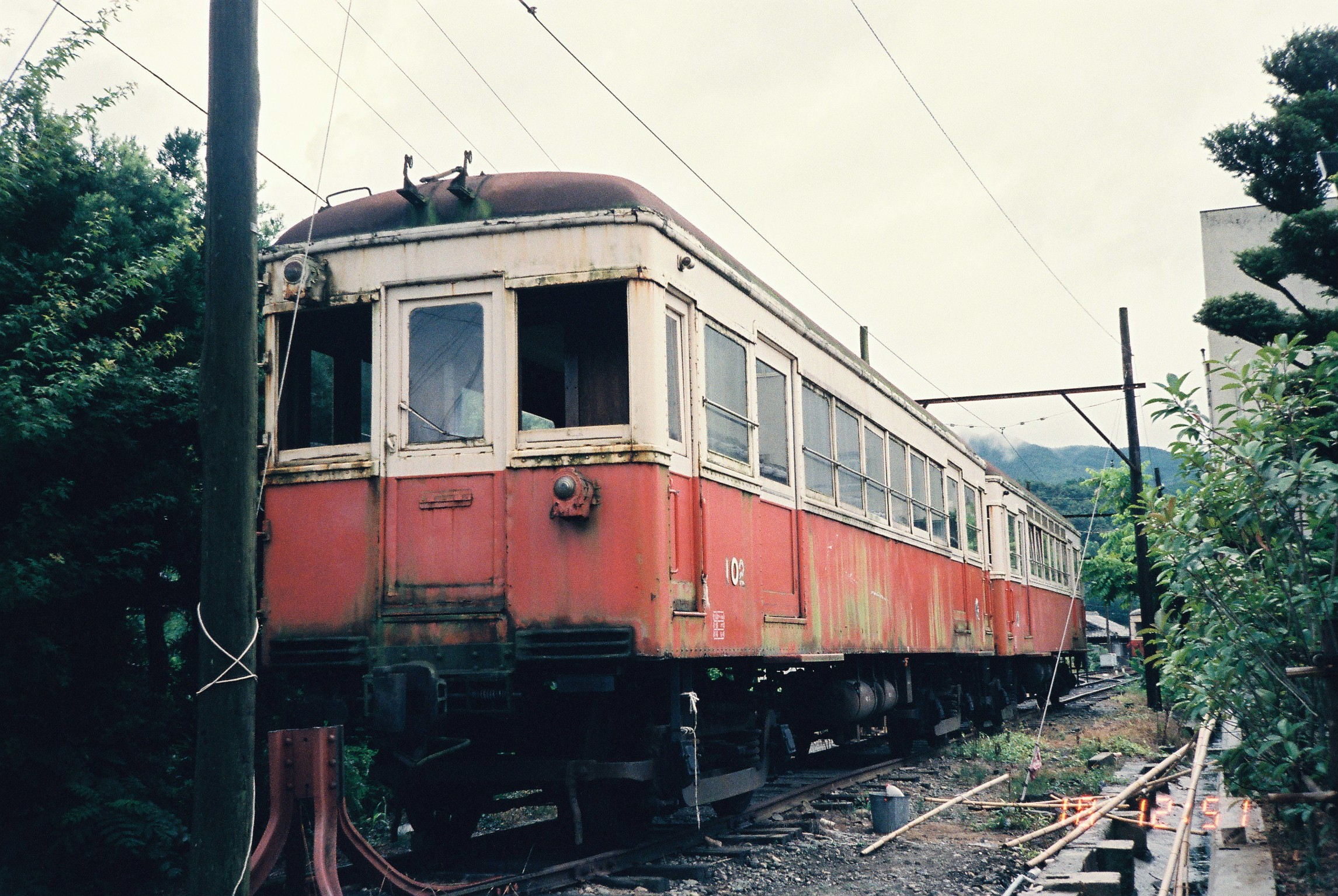
登山口駅の引き上げ線に留置されていたクハ100形（1992年8月）

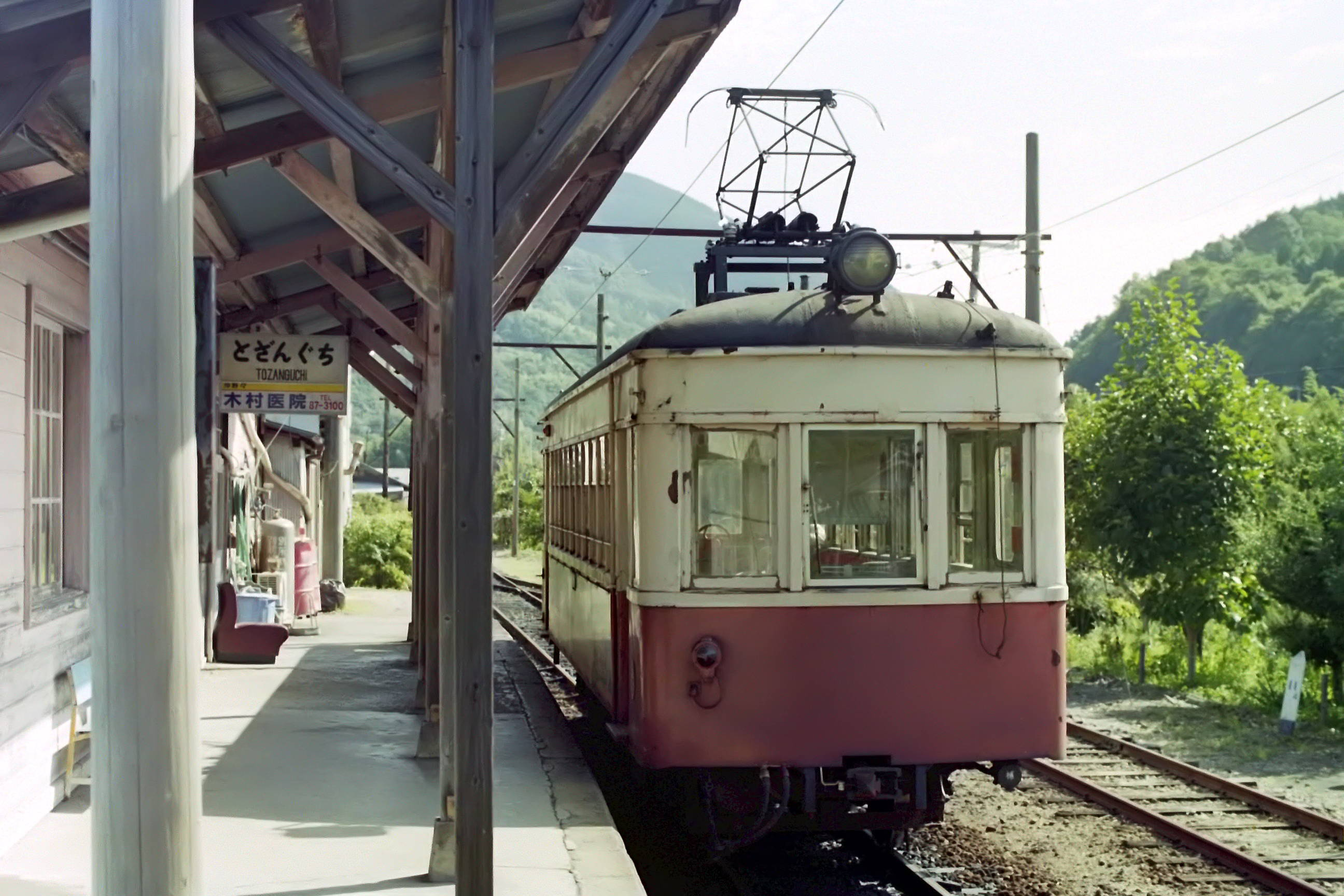
デ10形 登山口

モハ20形

元はデハ20形を名乗り、デハ21、22も在籍した。後にモハ20形に改称するがデハ21、22は改称を待たず除籍となる。
23 - 阪急1形26の車体を改造し、中古の床下機器・台車と組み合わせて1957年に登場した。車体は、運転台設置に伴う台枠の延長と、屋根のシングルルーフ化が行われたが、車体側面などに阪急1形の名残を留めていた。末期は休車となり、日方車庫の連絡口駅側の側線に留置されていた。
24 - 阪急1形3の車体を小改造し、中古の床下機器・台車と組み合わせて1957年に登場した。23とは異なり、車体はダブルルーフのままで、運転台部の拡張も行われなかった。車体は1961年に阪神601形604の車体と交換されたが、結果的に晩年には5枚窓の電車として親しまれることになった。1990年頃に明治製菓のCM撮影のため広告車となったが、契約期間終了後も塗色が変更されることなく廃線を迎えた。
25・26・27 - 阪神701形704・710・707の譲受車。後から入った27だけ尾灯の取り付け位置やZパンタグラフの位置が異なる。
モハ30形
31 - 阪神1121形1130の譲受車。
32 - 阪神1141形1150の譲受車。
クハ100形

101 - 阪神1111形1118の譲受車。
102・104 -阪神1121形1128・1122の譲受車。
譲受に際して電装解除されている。モハ20形・モハ30形の列車編成登山口側端に連結して使用された。なお、末期は104のみが使用されており、101・102は登山口駅の引き上げ線に留置されていたが、実質的に廃車状態であった。なお、104は103置き換え用として増備されたものだが、同車竣工時103が書類上在籍のため104を名乗り竣工。

デ10形

11・12・13 - 1975年に、富山地方鉄道デ5031・5035・5037を譲り受けたもの。末期は11・13が使用されていた。
モハ20形・モハ30形の集電装置は入線時のポールから後にZパンタグラフに交換されている。またデ10形をのぞいて、いずれも下回りは南海の廃車発生品といわれるものを使用していた。

##### 廃線時除籍済・廃車済
デハ20形
24（旧阪急3） - 1914年に汽車会社で製造。1926年に田中車輌でステップを改良した。全長14,324mm。前出の24に改造名義で車体振り替えを行い消滅。車籍を継承した。
デハ6
6 - 1928年11月に製造。半鋼鉄製四輪電動客車。電動機その他付属品はウエスチングハウス、台車類はブリル、車体は加藤製作所、制御器は三菱電機製。集電装置はポール。全長8,534mm
モハ50形・クハ200形
51・52・201 - 阪神861形869・871・874の譲受車。
871・869は、台車・主電動機および集電装置を他社からの譲受品に変更し、それ以外の電装機器はそのまま流用してモハ51形51・52として、874は、電装を解除し、台車を交換してクハ201形201として竣工した。
しかし、主電動機の調子が思わしくなく、床下機器が阪神時代のままで他車と連結できないこと、さらに変電所容量の問題から次第に使用されなくなり、早くも1972年頃には休車となった。結局、野上ではほとんど使用されることなく、1974年に廃車解体された。
同時に入線した870は、車両としては使用されず、他の3両とともに解体された。

##### 未竣工車両（車体）および計画車両

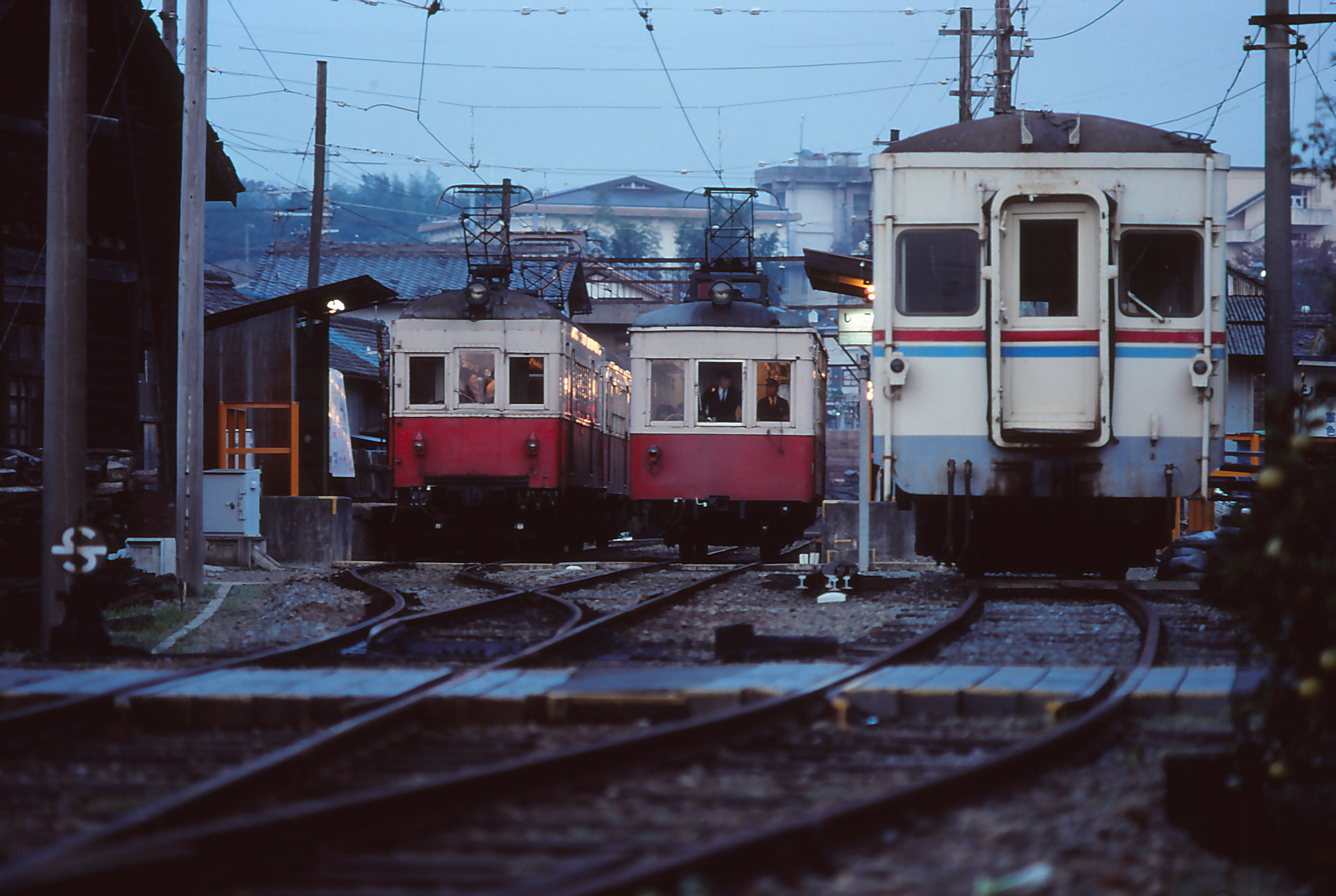
譲受後、留置される水間鉄道501形（画像右端）

水間鉄道形式501形（野上電鉄形式未公表）
主力として使用していたデ10形の置き換えのため、水間鉄道が東急からの7000系導入に伴い廃車された501形（元・南海1201形電車）を5両譲り受けた。しかし車両の重量が鉄橋の耐荷重をオーバーしていたことが分かり、側線に留置されたまま入籍されることもなく解体された。
社報等の社内文書では「水間車」と記載されることがあったが、野上電鉄としての形式は公表されていない。なお、社内規則では電動客車形式は二桁の10の整数倍である。
80形
会社設立80年記念事業として、補助金交付を前提に野上電鉄初の冷房付新車（武庫川車両が設計）を導入する計画が立てられ、発注まで行ったものの補助金の打ち切りが決定したことによってキャンセルとなった。

#### 貨車
ト10形
11 -南海電鉄自社製貨車を同社から購入し1972年に入線。紀伊野上駅常備の砕石輸送用事業用貨車。
チ10形
11・12 -南海電鉄自社製貨車を同社から購入し1972年に入線。重根駅常備のレール輸送用事業用貨車。
廃線時にはこのほかに廃車貨車が2両、資材置き場として姿を留めていた。1両はトチ3、残る1両は番号不明の無蓋車であった。

### 廃線後の状況

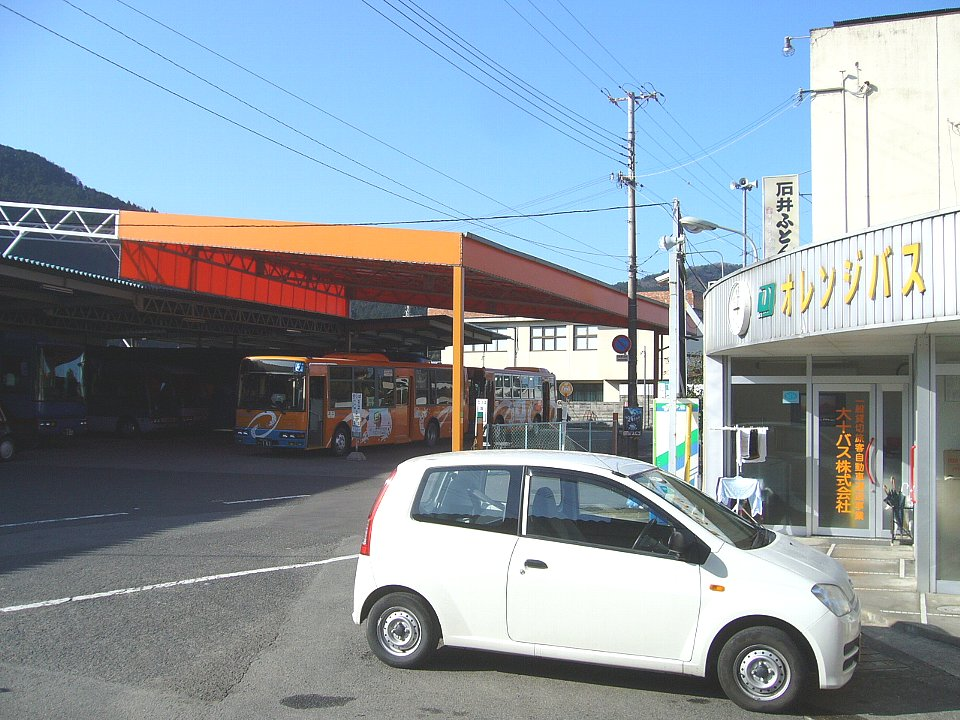
登山口駅跡は大十バスの車庫になった

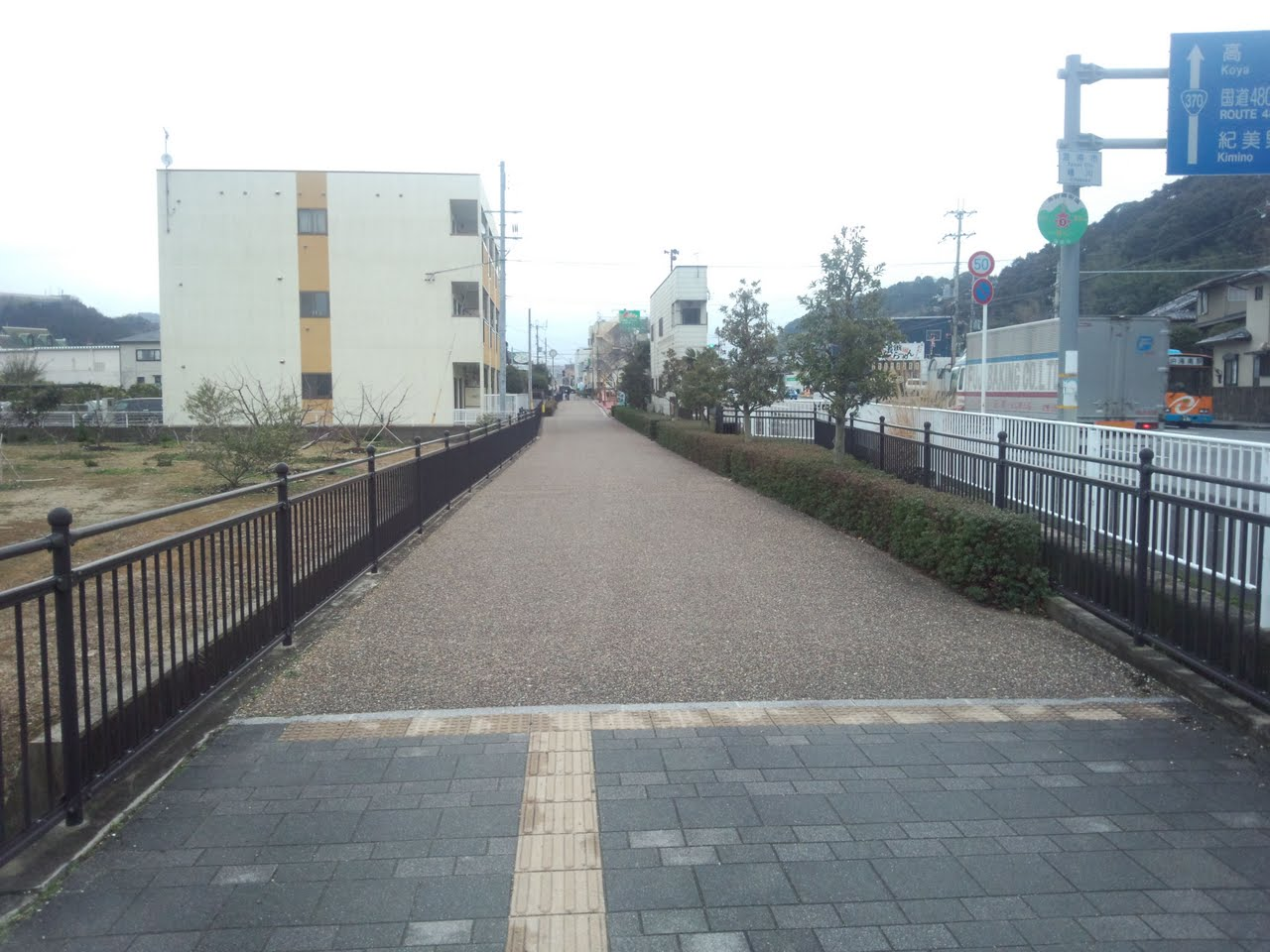
現在は、遊歩道として整備されている海南市内の区間

- 日方駅および構内の車庫は更地となり、かつてをしのばせる物は何もなくなった。現在は野上電鉄とは関係なく残土などが放置されている。
- JR海南駅裏手付近（連絡口駅近く）から沖野々駅付近までの廃線跡は、海南市によって遊歩道として整備されている。また、春日前、幡川、重根、紀伊阪井の各駅の跡は公園となっており、駅名標を模した看板が立てられている。ただし、その後、幡川〜重根間の一部は、住宅や田畑などに転用されたため、面影はなくなっている。
- 路盤の一部は並行する国道の拡幅に利用されている。沖野々駅付近から登山口駅付近までの廃線跡は完全に国道に取り込まれており、痕跡はない。また、野上中駅付近から登山口駅付近までの廃線跡は国道370号バイパスとなっている。
- 登山口駅跡は、代替バスである大十バスの車庫となっている。
- 鉄道と並行して野鉄バスが運行されていた。鉄道廃止後は、大十バスが運行している。
- 同じく沿線で、野鉄タクシー株式会社がタクシーを運行していた。1993年8月に大十に株式譲渡[19]し、野上電鉄の廃線を待ってオレンジタクシー株式会社に社名を変更するが、2016年10月に野鉄観光に経営譲渡、合併して野鉄観光のタクシー事業部となり再び野鉄タクシーを名乗る。
- モハ20形24号（アーモンドチョコ塗装車）と、モハ30形32号の2両は、その車体の譲受元である阪神電鉄に里帰りし、茶色の塗装に戻された上、尼崎センタープール前駅の高架下に、大切に保存されている。
- 下佐々駅跡付近に、モハ20形27号と、モハ30形31号が保存されている。モハ20形27号は個人医院の私有地に、モハ30形31号はくすのき公園内にそれぞれ保存されており、双方とも屋根付きである。
- 当線で使用されていた枕木は日本テレビの番組『ザ!鉄腕!DASH!!』内での企画「DASH島」で線路を支える枕木として再利用されている[20]。

## バス事業

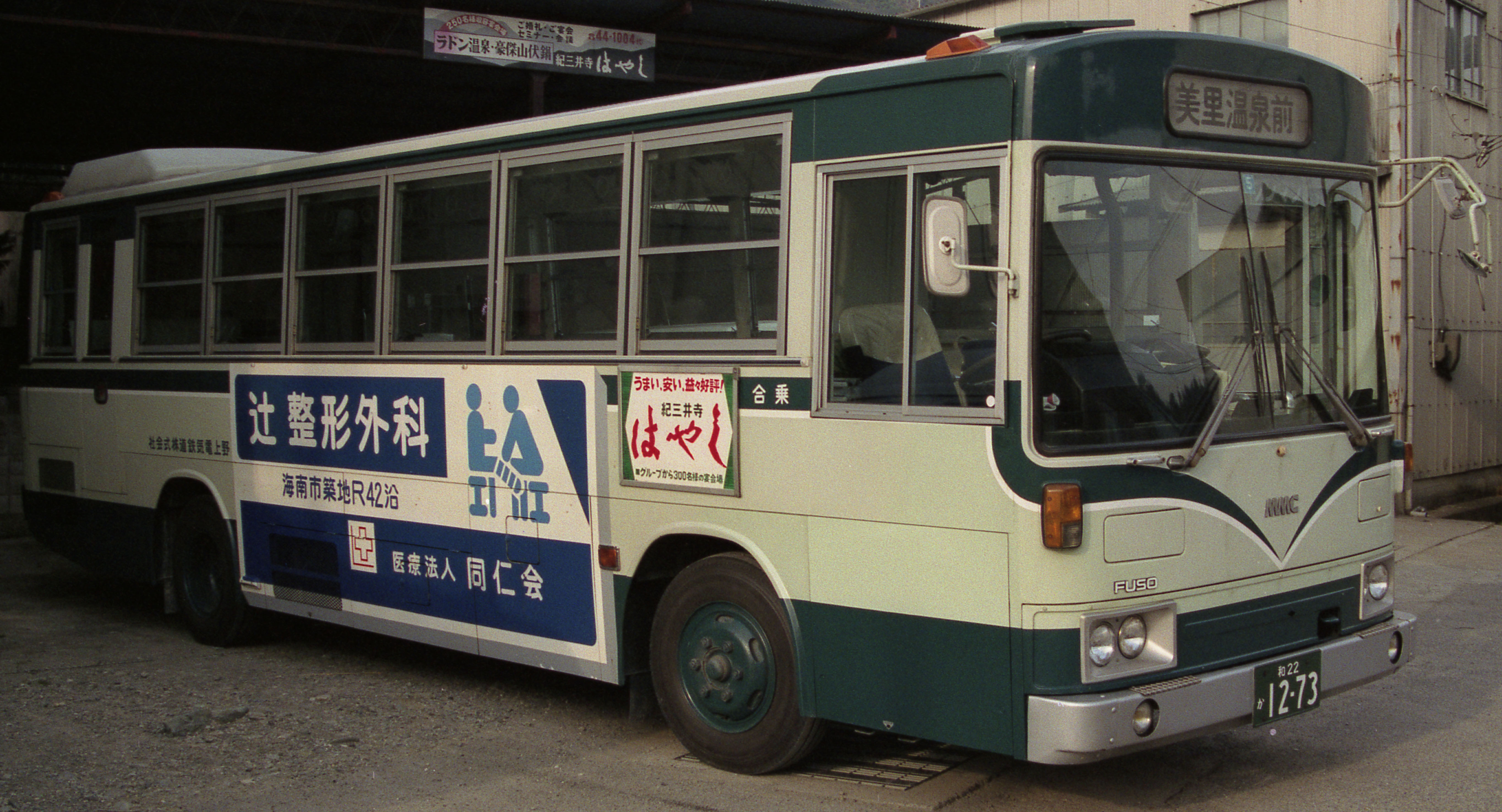
路線バスの車両

末期は以下の各線で営業を行った。許認可上の正式路線名称（起点 - 終点）
- 海南線（本社前 - 登山口）
- 和歌山線（野上電車前 - 和歌山市）
- 高野線（登山口 - 中新城）
- 小川宮線（大木 - 小川宮）
- 真国宮線（落合 - 真国宮）

運行拠点は登山口営業所で、登山口駅舎（鉄道駅）内に営業所を置き、バスの駐車場も登山口駅（鉄道駅）構内にある鉄道・バス共用駅であった。
並行する鉄道線にあわせ和歌山市および本社前→登山口→中新城、真国宮および小川宮駅に向かう路線が「上り」、逆が「下り」と呼ばれていた。したがって、鉄道線同様路線上とバス運行上で上下の逆転する区間が発生した。具体的には海南線（起点本社前→終点登山口）である。ただし、バス運行は正式路線区間に限らず登山口を中心に実施された。
観光バス部門は1975年に野鉄観光に分社化した。なお、分社した野鉄観光との関係であるが、野鉄観光が分社後に業務拡大に伴う増資を何度か行った際、野上電気鉄道は親会社であるにもかかわらず経営上の問題から増資分を引き受けることができず、結果的に出資比率は徐々に低下。支配力が及ぶ子会社としての実態を失い、野鉄観光はなし崩し的に独立経営へと移行する形になった。なお、野上電気鉄道の会社清算時には、野上電気鉄道の出資比率はわずか数パーセント程度となっていた。